# Gerichtsamt Borna
Das Gerichtsamt Borna war in den Jahren zwischen 1856 und 1874 die unterste Verwaltungseinheit und von 1856 bis 1879 nach der Abschaffung der Patrimonialgesetzgebung im Königreich Sachsen Eingangsgericht. Es hatte seinen Amtssitz in der Stadt Borna.

## Geschichte
Unter dem sächsischen König Johann erfolgte nach dem Tod von dessen Amtsvorgänger nach dem Vorbild anderer Staaten des Deutschen Bundes die Abschaffung der Patrimonialgesetzgebung. An die Stelle der bisher im Königreich Sachsen in Stadt und Land vorhandenen Gerichte der untersten Instanz traten die zentral gelegenen Bezirksgerichte und Gerichtsämter in nahezu allen größeren Städten. Die Details der Verwaltungsreform regelte das sächsische Gerichtsverfassungsgesetz vom 11. August 1855 und die Verordnung über die Bildung der Gerichtsbezirke vom 2. September 1856.
Stichtag für das Inkrafttreten der neuen Behördenstruktur im Königreich Sachsen war der 1. Oktober 1856. Das Gerichtsamt Borna  unterstand dem zuständigen Bezirksgericht Borna. Aufgelöst wurde das 1854 gebildete Königliche Landgericht Borna. Dieses war aus dem Justizamt Borna, dem Stadtgericht Borna sowie vielen Patrimonialgerichten gebildet worden.
Der Sprengel des Gerichtsamt Borna umfasste folgende Ortschaften:
| - Borna, Altstadt Borna mit Wenigenborna - Bergisdorf - Beucha - Blumroda - Bockwitz - Bosengröba - Braußwig - Breitingen - Breunsdorf bei Borna - Deutzen - Dittmannsdorf - Droßdorf - Elbisbach - Eula - Flößberg - Gestewitz - Gnandorf - Görnitz - Großhermsdorf | - Großzössen - Hagenest mit Lötshützmühle - Hartmannsdorf - Haubitz - Hainichen mit Apelt - Hemmendorf - Heuersdorf - Hohendorf - Kahnsdorf - Kesselshain - Kieritzsch - Kitzscher - Kleinhermsdorf - Kleinzössen - Lobstädt - Nehmitz - Neukirchen - Plateka - Prießnitz | - Pürsten - Ramsdorf - Raupenhain - Regis - Röthigen - Ruppersdorf - Schleenhain - Schönau - Thierbach - Trages - Trebishain - Treppendorf - Wildenhain - Witznitz - Wyhra - Zedtlitz - Zöpen - Bornaer Forstrevier |

Die Zivil- und Kriminalgerichtsbarkeit im Weichbild der Stadt wurde in allen ihren Zweigen vom Gerichtsamt Borna verwaltet. Die Polizei und die Polizeigerichtsbarkeit aber stand, mit Ausnahme des Pass- und Fremdenwesens, welches auch das Gerichtsamt verwaltete, Bürgermeister und städtischem Rat zu, dem somit die gesamte Wohlfahrts-, Sicherheits-, Gewerbe- und Gesindepolizei  sowie das Innungswesen unterstand.
Nach der Neustrukturierung der Gerichtsorganisation gemäß dem Gesetz über die Organisation der Behörden für die innere Verwaltung vom 21. April 1873 gingen die Verwaltungsbefugnisse der Gerichtsämter 1874 auf die umgestalteten bzw. neu gebildeten Amtshauptmannschaften über.
Seitdem das bisherige königliche Gericht als königliches Gerichtsamt bezeichnet wurde, führte sein Vorstand den Titel Gerichtshauptmann.
Das Gerichtsamt Borna wurde im Zuge der Neustrukturierung der sächsischen Gerichtsorganisation gemäß dem Gesetz über die Organisation der Behörden für die innere Verwaltung vom 21. April 1873 Teil der im Jahre 1874 neugeschaffenen Amtshauptmannschaft Borna.
Das Gerichtsamt Borna wurde 1879 auf Grund des Gesetzes über die Bestimmungen zur Ausführung des Gerichtsverfassungsgesetzes im Deutschen Reich vom 27. Januar 1877 und des Gesetzes über die Zuständigkeit der Gerichte in Sachen der nichtstreitigen Gerichtsbarkeit vom 1. März 1879 durch das neugegründete Amtsgericht Borna abgelöst.

## Schriftliche Überlieferung
Die Archivalien des Gerichtsamts Borna werden als Bestand 20084 Gerichtsamt Borna heute im Sächsischen Staatsarchiv – Staatsarchiv Leipzig verwaltet. Dieser Bestand umfasst drei laufende Meter Archivgut aus den Jahren 1744, 1809 bis 1878.

## Sitz

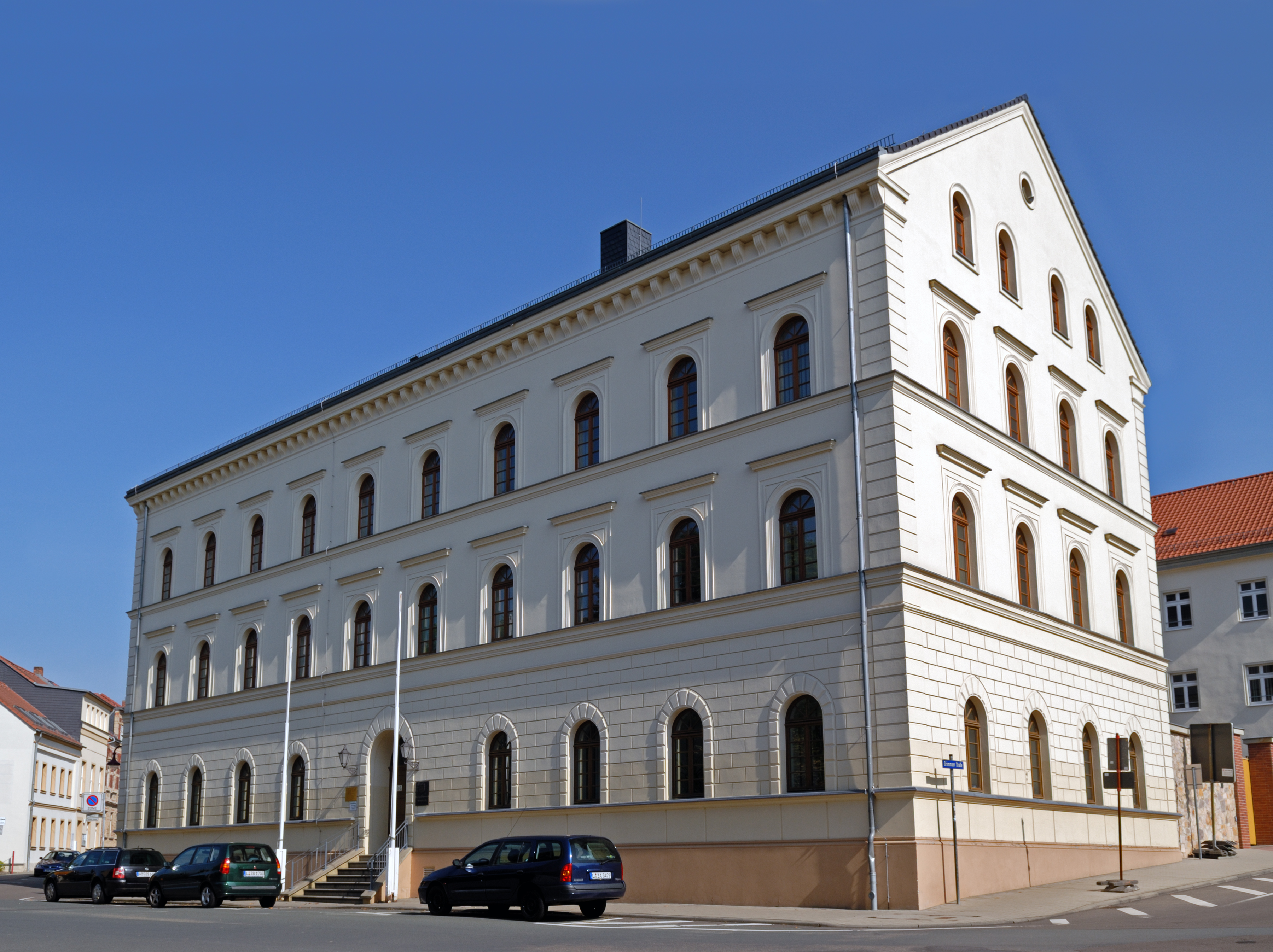
Das ehemalige Gerichtsgebäude in der Straße „Am Gericht“

Das Bezirksgericht Borna nutzte gemeinsam mit dem Gerichtsamt Borna das 1851 erbaute Gebäude des Justizamtes Borna. Der qualitätvolle, zeittypischer Putzbau im Rundbogenstil bzw. Neorenaissancestil wurde später vom Amtsgericht Borna genutzt und steht heute unter Denkmalschutz.
Der Hauptsitz des Gerichts befindet sich seit dem 23. November  2020 in Borna, Leipziger Straße 67 A.

## Richter
Die Leiter des Gerichtsamts trugen den Titel Gerichtsamtmann. Dies waren:
- 1856–1879: Gustav August Hertel

## Weblink
- Eintrag zum Gerichtsamt Borna im Digitalen historischen Ortsverzeichnis von Sachsen